# Midsalip
Midsalip ist eine philippinische Stadtgemeinde in der Provinz Zamboanga del Sur. Sie hat 32.075 Einwohner (Zensus 1. August 2015).

## Baranggays
Midsalip ist administrativ in 33 Baranggays unterteilt.
| - Bacahan - Balonai - Bibilop - Buloron - Cabaloran - Canipay Norte - Canipay Sur - Cumaron - Dakayakan - Duelic - Dumalinao | - Ecuan - Golictop - Guinabot - Guitalos - Guma - Kahayagan - Licuro-an - Lumpunid - Matalang - New Katipunan - New Unidos | - Palili - Pawan - Pili - Pisompongan - Piwan - Poblacion A - Poblacion B - Sigapod - Timbaboy - Tulbong - Tuluan |